# Arroba de los Montes
Arroba de los Montes er en by og kommune i det sydlige centrale Spanien i provinsen Ciudad Real. Den har et indbyggertal på 406 (2024) indbyggere.